# Thambema fiatum
Thambema fiatum är en kräftdjursart som beskrevs av Harrison 1987. Thambema fiatum ingår i släktet Thambema och familjen Thambematidae. Inga underarter finns listade i Catalogue of Life.